# Lijst van rijksmonumenten in Lemmer
De plaats Lemmer telt 29 inschrijvingen in het rijksmonumentenregister, hieronder een overzicht. 
| Object | Oorspronkelijke functie? | Bouwjaar                                                | Architect                                      | Locatie                    | Coördinaten?                  | Nr.?   | Afbeelding |
| --- | ------------------------ | ------------------------------------------------------- | ---------------------------------------------- | -------------------------- | ----------------------------- | ------ | --- |
| Pakhuis met hijsluiken en hijsbalk onder zadeldak tussen topgevels                                                                                                | Woonhuis                 | 1763 1839 (topgevel achterzijde)                        |                                                | Turfland 1                 | 52° 50' 49" NB, 5° 42' 5" OL  | 25747  | Meer afbeeldingen |
| Raadhuis annex waag | Overheidsgebouw          | ca. 1770 1859 (verdieping) 1898 (gevel aan Ged. Gracht) |                                                | Ged. Gracht 2 Nieuwburen 1 | 52° 50' 40" NB, 5° 42' 42" OL | 25748  | Meer afbeeldingen |
| Hervormde kerk | Kerk en kerkonderdeel    | 1716 1759 (dwarsarm) 1870 (consistorie)                 | A.B. Disma                                     | Kerkhof 1                  | 52° 50' 41" NB, 5° 42' 40" OL | 25749  | Meer afbeeldingen |
| Landelijk breed woonhuis met verdieping onder schilddak met hoekschoorstenen waarop borden                                                                        | Woonhuis                 | 1758                                                    |                                                | Kortestreek 27             | 52° 50' 44" NB, 5° 42' 30" OL | 25750  | Meer afbeeldingen |
| Vijf venstertraveeën breed woonhuis met omlijste ingang en verdieping onder laag schilddak met dakkapel en hoekschoorstenen waarop borden                         | Woonhuis                 | 1858                                                    |                                                | Kortestreek 16             | 52° 50' 44" NB, 5° 42' 33" OL | 25751  | Vijf venstertraveeën breed woonhuis met omlijste ingang en verdieping onder laag schilddak met dakkapel en hoekschoorstenen waarop borden |
| Breed pand met hoge kelderverdieping en bordes onder hoog schilddak met dakkapel en twee hoekschoorstenen met borden                                              | Woonhuis                 | ca. 1750                                                |                                                | Langestreek 1              | 52° 50' 41" NB, 5° 42' 37" OL | 25752  | Meer afbeeldingen |
| Tot winkel verbouwd pand met verdieping en forse kroonlijst onder zadeldak met voorschild waarboven topschoorsteen                                                | Woonhuis                 | 1850-1900 (gevel, kern mog. ouder)                      |                                                | Langestreek 11             | 52° 50' 41" NB, 5° 42' 33" OL | 25753  | Tot winkel verbouwd pand met verdieping en forse kroonlijst onder zadeldak met voorschild waarboven topschoorsteen                        |
| Eenvoudige woning met geprofileerde kozijnen en aanzetlijsten onder zadeldak tegen topgevel                                                                       | Woonhuis                 | 1775                                                    |                                                | Langestreek 13             | 52° 50' 41" NB, 5° 42' 32" OL | 25754  | Meer afbeeldingen |
| Eenvoudige woning onder zadeldak met voorschild met forse schoorsteen met bord en dakkapel met bloklijsten                                                        | Woonhuis                 | 1850-1900                                               |                                                | Langestreek 14             | 52° 50' 41" NB, 5° 42' 32" OL | 25755  | Meer afbeeldingen |
| Woonhuis onder zadeldak tegen klokgevel met gesneden deur en bovenlicht, zwierige aanzetkrullen en groot kuifstuk in de plaatselijke Friese trant van de 18e eeuw | Woonhuis                 | 1776 19e eeuw (deur)                                    |                                                | Langestreek 22             | 52° 50' 42" NB, 5° 42' 29" OL | 25756  | Meer afbeeldingen |
| Dubbel woonhuis onder breed schilddak met hoekschoorstenen met dubbele driezijdig bekroonde dakkapel met kleine klauwstukken                                      | Woonhuis                 |                                                         |                                                | Langestreek 59-60          | 52° 50' 43" NB, 5° 42' 18" OL | 25758  | Meer afbeeldingen |
| Lemsterschutsluis | Waterweg, werf en haven  | 1887-'88                                                | S.J. Vermaas                                   | bij Binnenhaven 4          | 52° 50' 32" NB, 5° 42' 37" OL | 25759  | Meer afbeeldingen |
| Diep pand met omlijste ingang en versierde kroonlijst onder voor- en achter afgeschuind zadeldak met twee dakkapellen en schoorstenen boven voor- en achterschild | Woonhuis                 |                                                         |                                                | Nieuwburen 2               | 52° 50' 39" NB, 5° 42' 43" OL | 25760  | Meer afbeeldingen |
| Eenvoudig pand onder zadeldak met voorschild gedekt door Friese pannen waarboven schoorsteen                                                                      | Werk-woonhuis            |                                                         |                                                | Nieuwburen 4               | 52° 50' 40" NB, 5° 42' 43" OL | 25761  | Meer afbeeldingen |
| Eenvoudig pandje onder voor afgeschuind zadeldak met grote dakkapel en topschoorsteen waarop bord                                                                 | Woonhuis                 |                                                         |                                                | Nieuwburen 7               | 52° 51' 52" NB, 5° 41' 9" OL  | 25762  | Eenvoudig pandje onder voor afgeschuind zadeldak met grote dakkapel en topschoorsteen waarop bord                                         |
| Zeven venstertraveeën breed pand met verdieping gedekt door laag schilddak met hoekschoorstenen waarop borden                                                     | Woonhuis                 |                                                         |                                                | Nieuwburen 16              | 52° 50' 41" NB, 5° 42' 45" OL | 25763  | Meer afbeeldingen |
| Pand onder zadeldak tegen met beeldhouwwerk in de plaatselijke trant der late 18e eeuw versierde klokgevel                                                        | Werk-woonhuis            | 1776 (pui is jonger)                                    |                                                | Nieuwburen 24              | 52° 50' 42" NB, 5° 42' 44" OL | 25764  | Meer afbeeldingen |
| Oude Sluis (voorm. zeekeersluis) | Waterweg, werf en haven  | 1618 1838 (verb.)                                       |                                                | bij Oudesluis 2            | 52° 50' 40" NB, 5° 42' 38" OL | 25766  | Meer afbeeldingen |
| Pand met drie zesruitsvensters onder zadeldak tegen topgevel met topschoorsteen waarop versierd bord                                                              | Woonhuis                 |                                                         |                                                | Oudesluis 3                | 52° 50' 40" NB, 5° 42' 37" OL | 25767  | Meer afbeeldingen |
| Pand onder zadeldak met drie negenruitsvensters tegen topgevel met topschoorsteen                                                                                 | Woonhuis                 |                                                         |                                                | Oudesluis 7                | 52° 50' 40" NB, 5° 42' 37" OL | 25768  | Meer afbeeldingen |
| Diep pand met souterrain en bordes tegen versierde klokgevel met ingezwenkte top met aanzetkrullen en kuifstuk onder zadeldak met forse schoorsteen               | Woonhuis                 | 1773                                                    |                                                | Oudesluis 9                | 52° 50' 40" NB, 5° 42' 37" OL | 25769  | Meer afbeeldingen |
| Pand met verdieping onder zadeldak tegen klokgevel in de plaatselijke trant versierd met gebeeldhouwde aanzetkrullen, lijst en kuifstuk                           | Woonhuis                 | 1762                                                    |                                                | Schulpen 5                 | 52° 50' 38" NB, 5° 42' 37" OL | 25770  | Meer afbeeldingen |
| De Wildeman (voorm. logement) | Horeca                   | 1773                                                    |                                                | Schulpen 6                 | 52° 50' 38" NB, 5° 42' 37" OL | 25771  | Meer afbeeldingen |
| Ir. D.F. Woudagemaal | Gemaal                   | 1917-'18 (pand) 1919-'20 (machinepark)                  | D.F. Wouda (pand) Ph. Dijkshoorn (machinepark) | Gemaalweg 6                | 52° 50' 47" NB, 5° 40' 48" OL | 25772  | Meer afbeeldingen |
| Pand met zesruitsvensters en kelder in achterdeel onder gemeenschappelijk schilddak met nr. 55 met hoekschoorstenen                                               | Woonhuis                 | 1758                                                    |                                                | Turfland 56                | 52° 50' 45" NB, 5° 42' 24" OL | 25774  | Meer afbeeldingen |
| Pand met zesruitsvensters en kelder in achterdeel onder gemeenschappelijk schilddak met nr. 56 met hoekschoorsteen                                                | Woonhuis                 | 1758                                                    |                                                | Turfland 55                | 52° 50' 45" NB, 5° 42' 24" OL | 25775  | Upload foto |
| Eenvoudig pand onder zadeldak met voorschild waarboven topschoorsteen en met dakkapel met eenvoudige klauwstukken                                                 | Woonhuis                 |                                                         |                                                | Langestreek 58             | 52° 50' 43" NB, 5° 42' 18" OL | 341564 | Meer afbeeldingen |
| Vishang (rokerij) | Industrie                | 1850-1900                                               |                                                | Emmakade 7a                | 52° 50' 35" NB, 5° 42' 43" OL | 514991 | Upload foto |
| Woonhuis met invloeden van de vernieuwingsstijl en de Engelse landschapsstijl                                                                                     | Woonhuis                 | ca. 1930                                                |                                                | Straatweg 17               | 52° 50' 57" NB, 5° 42' 49" OL | 519999 | Upload foto |